# 바손역
바손역(베트남어: Ga Ba Son / Ga 巴遜)은 베트남 호찌민시 1군에 위치한 지하철 역이다.

## 노선
- 호찌민 지하철
  - 1호선